# Piornal
Piornal és un municipi de 1.559 habitants que es troba a la comunitat autònoma d'Extremadura, a la província de Càceres, a la vall del Jerte.
S'alça a 1.175 metres d'altitud, sobre l'altiplà de la serra de Tormantos, en els contraforts de la serra de Gredos.

## Demografia
| 1.581 | 1.560 | 1.545 | 1.566 | 1.574 | 1.554 | 1.542 | 1.535 | 1.532 | 1.524 |

## Història
No estan massa clars els orígens de Piornal; es creu que alguns residus d'habitants ibèrics van estar per aquestes terres sense que fossin molestats ni per romans ni per visigots o àrabs. L'alçada, les dificultats del clima i la seva precària economia no els feien objecte d'apetència per a altres colonitzadors.
El primers indicis del poble com a tal es tenen a principis del segle xiii; Piornal va sorgir com a enclavament pastoril, els agostadors (llocs on pasta el ramat boví durant l'estiu) de l'altiplà de Tormantos exercien una atracció permanent per als clans de familiars ramaderes. Es tractaven, per aquells temps, d'unes terres pobres que no podien tenir altre destí que oferir pastures al ramat.
Existixen divergències sobre la procedència dels primers pastors que es van establir per aquestes terres. Alguns sostenen que van ser pastors castellans de Zapardiel de la Ribera (Àvila), que van plantar les seves cabanes i es van establir amb el seu ramat a les alçades més temperades i meridionals a la serra de Tormantos.
D'altres estan convençuts que van ser pastors vinguts per les muntanyes del Regne de Lleó, tenint en compte, en altres dades, la similitud d'algunes característiques de parla lleonesa amb vocables que avui en dia encara es conserven a Piornal.
Van ser castellans o lleonesos, el que sembla segur és que van ser pastors els que, en la construcció de les cabanes van posar la primera pedra d'un poblat que, per a abundància del sotabosc de ginesta -piorno en castellà- (Cytisus purgans o Cytisus oromediterraneus) es va anomenar Piornal, nom que es té registrat a mitjans del segle xiii, concretament el 1254, segons consta en una butlla d'Innocenci IV.

## Economia
Piornal s'ha caracteritzat fins a dates recents per presentar una economia agrària de subsistència. Es tractava de produir el necessari per alimentar la família i reduir les despeses al màxim possible.
Actualment, el cultiu del cirerer pot considerar-se la base de l'economia de Piornal, a més del castanyer i l'olivera.

## Festes tradicionals
Si existeix un clar exponent de les tradicions folflòriques a Piornal, aquest el constitueix la celebració de Jarramplas: una enigmàtica festa que defineix la riquesa cultural d'aquest territori.
No es coneix exactament el seu origen. Hi ha diverses teories, des de mitològiques -les lluites i el càstig que va infligir Hèrcules a Caco-, fins a les cerimònies vistes pels primers conquistadors d'Amèrica entre els indis, o la més simple, en la qual es parla del personatge com el típic lladre de bestiar que se sotmet al càstig i els riures dels veïns.
Un home es vesteix amb cintes de colors i durant unes hores en dos dies va passejant pels carrers del poble mentre els seus habitants i altres visitants li llencen naps mentre ell toca el tambor.